# Kulturtechnik
Kulturtechniken sind kulturelle und technische Konzepte zur Bewältigung von Problemen in unterschiedlichen Lebenssituationen. Dabei stehen die kulturelle Leistung (Gestaltung der Umstände), das technische Können (Verwendung von Technologie) und die Technik (Gegenstand) in einem komplexen Zusammenhang.
Typische Kulturtechniken sind Feuer machen, Landwirtschaft, Kunst zu gestalten, Kalender zu verwenden, anhand von Landkarten mobil zu sein, Wissenschaft zu betreiben, aber auch kollaboratives Schreiben in sozialen Netzwerken.
Dafür sind ein oder mehrere Voraussetzungen nötig: das Beherrschen von Lesen, Schreiben und Rechnen, die Fähigkeit zur bildlichen Darstellung, analytische Fähigkeiten, die Anwendung von kulturhistorischem Wissen oder die Vernetzung verschiedener Methoden. Aber: bei der Entwicklung von Kulturtechniken handelt es sich nicht um Leistungen von Einzelpersonen, sondern um Gruppenleistungen, die in einem soziokulturellen Kontext entstehen. Alle genannten Voraussetzungen benötigen daher immer soziale Interaktion und gesellschaftliche Teilhabe (Partizipation).

## Historische Entwicklung des Begriffs
Der Neologismus „Kulturtechnik“ kam in der zweiten Hälfte 19. Jahrhundert mit den Techniken der Melioration auf. Er verbindet den lateinischen Begriff der cultura mit dem griechischen Begriff der techné. Kultur, cultura, colere, meint „Feldbau betreiben“, „bauen“ und „pflegen“. Techné verweist auf die Künste als Techniken und Handwerk. Der Begriff der Kulturtechnik bezeichnet in seiner Entstehungszeit zunächst Techniken der Melioration und Nivellierung, mit denen unbebaute, ungenutzte Flächen urbar gemacht, erschlossen und bewirtschaftet werden können. Unter Kulturtechnik verstand man „die Lehre von allen mit der Bodenkultur in Verbindung stehenden Arbeiten, besonders die praktische Vermessungskunst, der Wasserbau und die Kenntnis des landwirtschaftlichen Maschinenwesens“. Zur Kulturtechnik in diesem ursprünglichen Sinn siehe Kulturtechnik (Bodenkultur).

## Kulturtechnikforschung in den Kultur- und Medienwissenschaften
Eine Bedeutungserweiterung und Übertragung erfuhr der Begriff der Kulturtechniken mit den Arbeiten in der DFG-Forschergruppe Bild–Schrift–Zahl am Hermann-von-Helmholtz-Zentrum für Kulturtechnik der Humboldt-Universität zu Berlin und dem Internationalen Kolleg für Kulturtechnikforschung und Medienphilosophie der Bauhaus-Universität Weimar. In Absetzung von Marcel Mauss’ „Körpertechniken“ wurde er auf die symbolischen Operationen des Schreibens, Lesens, Rechnens und Komponierens übertragen. Kulturtechniken seien „operative Verfahren zum Umgang mit Bildern und Dingen“, formulierten der Kunsthistoriker Horst Bredekamp und die Philosophin Sybille Krämer. Vor dem Hintergrund der digitalen Medien – der Möglichkeit, Schreiben, Sprechen, Malen, Rechnen digital zu emulieren und zu modellieren – betonte der Kulturwissenschaftler Thomas Macho: „Kulturtechniken unterscheiden sich von allen anderen Techniken durch ihren potentiellen Selbstbezug.“
Die Neudefinition der Kulturtechniken stand für einen performative turn und eine interdisziplinäre Öffnung innerhalb der Geisteswissenschaften, die aus einer Kritik an der Kulturanthropologie hervorgegangen ist.

## Kulturtechnik als soziale Interaktion
Kulturtechniken unterscheiden sich von vielen anderen technischen, technologischen oder kulturellen Leistungen durch soziale Interaktion. Die Interaktionen bilden einen komplexen Vorgang, dessen vorrangiges Ziel die Verankerung und Weiterentwicklung innerhalb der Gesellschaft ist, und bestehen aus einer Vielzahl von gruppendynamischen Prozessen, die meist selbstorganisiert ablaufen. Entscheidend hierfür ist das starke Interesse einer oder mehrerer gesellschaftlichen Gruppen an der Verankerung oder Weiterentwicklung der entsprechenden Leistung. Ein solcher Prozess lässt sich zum Beispiel an der Kulturtechnik der Schriftbeherrschung erkennen.

### Entwicklung der Kulturtechnik
Aus Sicht der Semiotik ist die Schrift ein Symbolsystem, mit dem gesprochene (oder gedachte) Worte auf ein anderes Medium übertragen werden können. Je mehr Menschen dieses Symbolsystem beherrschen, desto mehr kann es sich verbreiten und genutzt werden. Allerdings benötigt eine Gesellschaft auch genügend freie Ressourcen (Arbeitszeit, Lehrer …), um genügend vielen Menschen diese Symbole beizubringen. Ebenso ist es notwendig, dass eine Gesellschaft diese Ressourcen kontinuierlich bereitstellt, da das Wissen sonst nicht weitergegeben werden kann.
Für die Kulturtechnik der Schrift sind nicht nur Symbolsystem (Buchstaben) und Technik (Stifte, Papier …) notwendig, sondern auch die gesellschaftliche Teilhabe (Verbreitung der Schriftbeherrschung z. B. durch Schulpflicht).
Auf Basis der Schriftbeherrschung entstanden neue gesellschaftliche Bedürfnisse und Entwicklungen zur Verbreitung von Wissen. Exemplarisch können hierbei die Erfindung des Buchdrucks oder die Entwicklung der Massenmedien gesehen werden. Die Entwicklung von Buchdruck und Massenmedien entstanden nicht durch einen „großen Plan“, sondern als Ergebnis eines längeren gesellschaftlichen Prozesses: Es gab in der Geschichte der Schriftmedien verschiedene Ansätze zur Verbreitung schriftgebundenen Wissens. Durchgesetzt und entwickelt haben sich die Ideen, die gesellschaftlich am meisten akzeptiert waren. Beim Buchdruck entstand die gesellschaftliche Akzeptanz (in Europa) durch die Verbreitung der Bibel, bei den Massenmedien war es das große Interesse in der Bevölkerung an Informationen aus Politik und Gesellschaft, vgl. Geschichte der Presse.

### Kulturtechnik als Lösungskonzept
Kulturtechniken sind komplexe Lösungskonzepte für unterschiedliche Probleme. Diese Probleme entstehen in einer Gesellschaft durch Interaktion mit der Umwelt. Aus den menschlichen Bedürfnissen, die zum Beispiel in der Maslowschen Bedürfnishierarchie beschrieben werden, entwickeln sich neue, komplexere Probleme.
Beispiel 1: Zur Kulturtechnik des Feuermachens gehören:
- das Bedürfnis nach Wärme, Licht und Schutz
- die Kenntnis über Brennstoffe und andere physikalische Voraussetzungen
- der Schutz des Feuers
- die Wissensvermittlung über das Feuermachen und alle Konsequenzen (Bsp. bei Verlust des Feuers)

Beispiel 2: Zur Kulturtechnik des Feierns gehören:
- das Bedürfnis nach und die Pflege von angenehmen Sozialkontakten
- die Kenntnis über Rituale, Dresscodes, Symbole und Finanzen
- die Kenntnis über Konsequenzen des Feierns (Bsp.: Kontrollverlust durch Rauschmittel)

## Verschiedene Kulturtechniken
Kulturtechniken können auf verschiedene Arten unterteilt werden: nach klassischen und modernen Methoden, im engeren oder weiteren Sinne, mit dem Schwerpunkt auf elementaren oder abstrakten Lösungskonzepten. Die folgende Unterteilung versteht sich als rein thematische Aufzählung.

### Nahrung und Schutz
- Feuermachen, Jagd, Sammeln, Verteidigung und Kriegskunst
- Nahrungsmittelbeschaffung, Zubereitung, Konservierung, Kochkunst
- Wohnen, Barn Raising

### Menschlicher Körper
- Hygiene, Krankenpflege, Medizin, Fürsorge, Vorbeugung, Schutz – aber auch Bestattung und Grabpflege
- Bekleidung, Textil und Mode, Schuhe, Haartracht, Schmuck, Körperpflege, Tätowierung, Körperbemalung

### Landschaftsgestaltung und Agrikultur
- Forstkultur: Jungwuchs, der durch künstliche Verjüngung entstanden ist.
- Melioration:[2] kulturtechnische Maßnahmen zur Wertsteigerung des Bodens. Dazu u. a. die Bewässerungskultur
- Aquakultur: kontrollierte Aufzucht von Wasserorganismen
- Siedlungskultur: menschliche Besiedlung einer Landschaft – entweder als Landbesiedlung oder Verstädterung (Urbanisierung).
- Agrikultur (Pflanzenproduktion):[2] dem gezielten Anbau von Nutzpflanzen im Ackerbau, auf Weiden, in Gärten, als Wein, Gemüse usw.
- Agrarwissenschaft

### Wissen und Kommunikation
- Schrift-, Bild- und Zahlbeherrschung (Lesen, Schreiben und elementares Rechnen)
- (höhere) Mathematik, Buchhaltung, Statistik, Kalender und die Zeitrechnung, Zeitmessung
- Sprache, Literatur
- Papierherstellung und Buchdruck, Bibliothek, Archiv, Museum
- Ingenieurwissenschaften, Chemie, Physik u. a.
- Kommunikation – schriftlich oder telefonisch, Radio, Fernseher, Web (siehe auch: Medienkompetenz)
- Elektronische Datenverarbeitung (EDV) und Informationstechnologie (IT)
- Erschließen von Wissen und anderem Kulturgut (siehe auch: Informationskompetenz)
- Ordnungs- und Repräsentationssysteme wie etwa Diagramme, Raster, Kataloge, Karten[1] usw.

### Soziales
- Kunst, Musik, Theater, Tanz
- Maske
- Feiern, Tischsitten

Universitäre Studiengänge für Kulturtechnik im Sinne einer ingenieursmäßigen Umweltwissenschaft gibt es an der Universität für Bodenkultur Wien und an der Universität Rostock. Siehe dazu unter Studiengang Kulturtechnik. Einen Studiengang für Kulturtechnik gab es an der ETH Zürich bis zum Jahr 2002.
Es treten durch die technische Entwicklung ständig neue Kulturtechniken hinzu. Diese zu beherrschen ist ein wichtiger Bestandteil der schulischen Bildung. In der Denkschrift „Zukunft der Bildung – Schule der Zukunft“ der Bildungskommission NRW heißt es: „Die Beherrschung moderner Informations- und Kommunikationstechnologien wird zu einer basalen (grundlegenden) Kulturtechnik werden, deren Stellenwert dem Lesen und Schreiben gleichkommt.“